# Zelliboria
Zelliboria is een kevergeslacht uit de familie van de boktorren (Cerambycidae). De wetenschappelijke naam van het geslacht werd voor het eerst geldig gepubliceerd in 1951 door Lane.

## Soorten
Zelliboria is monotypisch en omvat slechts de volgende soort:
- Zelliboria daedalea (Perty, 1832)